# Мюллер, Йонас (саночник)
Йонас Мюллер (нем. Jonas Müller; род. 4 октября 1997, Блуденц, Форарльберг) — австрийский саночник, двукратный чемпион мира, серебряный призёр чемпионата мира 2020 года в одиночных соревнованиях, четырёхкратный чемпион Европы, победитель этапов Кубка мира.

## Биография
Он начал соревноваться за сборной Австрии в различных молодежных турнирах. Лучшие результаты - золотая медаль и серебро на чемпионате Европы среди юниоров в Альтенберге в 2016 году, бронзовая медаль на чемпионате мира среди юниоров в Лиллехаммере в 2015 году и победа в финальной классификации юниорского Кубка мира 2015/16.
На профессиональном уровне он дебютировал на этапе Кубка мира в сезоне 2016/17, соревнуясь в Лейк-Плэсиде в одиночном разряде и закончив гонку на 22-й позиции. В общей классификации его лучший результат — 37-е место, достигнутое в 2016/17 году.
Он принимал участие в двух чемпионатах мира: в Иглсе в 2017 году, где он занял 21-е место в одиночных санях, и в Винтерберге в 2019 году, в котором он неожиданно выиграл золотую медаль в спринте.
В 2020 году на чемпионате мира в Сочи Йонас стал серебряным призёром в личных соревнованиях, уступив лишь россиянину Роману Репилову.